# Tuberta maerens
Espèce
Synonymes
- Coelotes maerens O. Pickard-Cambridge, 1863
- Tuberta insignipalpis Simon, 1884

Tuberta maerens est une espèce d'araignées aranéomorphes de la famille des Cybaeidae.

## Distribution
Cette espèce se rencontre en Europe et en Turquie.

## Description
Les mâles mesurent de 1,5 à 2,0 mm et les femelles de 1,5 à 2,0 mm.

## Publication originale
- O. Pickard-Cambridge, 1863 : « Description of twenty-four new species of spiders lately discovered in Dorsetshire and Hampshire; together with a list of rare and some other hitherto unrecorded British spiders. » Zoologist, vol. 21, p. 8561-8599.